# معركة سلا
كانت معركة سلا بمثابة غارة على مدينة سلا المغربية من قبل الملك ألفونسو العاشر من قشتالة في عام 1260، عندما كانت المدينة تحت حكم السلالة المرينية. وظلت المدينة تحت الاحتلال القشتالي لمدة أسبوعين، استولت خلالها على 3,000 من السكان وأخذتهم كعبيد. ومع ذلك، استعادت الأسرة المرينية السيطرة على المدينة بعد أن أمر السلطان يعقوب بن عبد الحق قواته بالسير إلى بوابات المدينة.
وفقاً للمؤرخ ابن خلدون، عندما سيطرت العائلة المرينية على سلا من الخلافة الموحدية، تمرد يعقوب بن عبد الله المريدي على عمه أبو يوسف يعقوب بن عبد الحق، وسعى للحصول على مساعدة الملك ألفونسو العاشر. شكّل روي لوبيز دي ميندوزا، أميرال قشتالة أسطولاً بحرياً للمساعدة في الحروب الصليبية القشتالية على ساحل شمال أفريقيا. كانت سلا مركزاً إستراتيجياً وتجارياً هاماً، وكذلك البوابة إلى أزغار، منطقة شمال المغرب.
قبل يوم واحد من عيد الفطر في عام 658 من الهجرة (سبتمبر 1260)، تم إرسال 37 سفينة حربية إلى سلا على يد الملك ألفونسو العاشر. في 2 شوال، نزل محاربون قشتاليون في سلا واغتنموا الفرصة للقيام بأكبر مذبحة في تاريخ المدينة. كان مواطنو سلا مشغولين بالاحتفال بعيد الفطر، وقتل القشتليون الكثير منهم. نهب المحاربون الممتلكات ودمروا كل شيء في طريقهم. وجمعوا النساء والأطفال والمسنين في المسجد الأعظم في سلا، حيث تم القبض على 3000 منهم وأخذوهم كعبيد لإشبيلية.
بقيت سلا تحت الاحتلال القشتالي مدة أسبوعين، قبل أن يهرع السلطان يعقوب بن عبد الحق إلى مساعدة المدينة، وسرعان ما أمر قواته بالسير إلى بوابات المدينة. وأمر بأن يتم قتل جميع الجنود القشتاليين، لكن بعضهم تمكن من الفرار من الهجوم بعد أن قاموا بنهب المنازل ونهب وحرق المتاجر. بعد تحرير المدينة، أمر السلطان ببناء برج أدموم وجداراً مقابلاً لأبو رقراق.
بعد فشل المعركة، فر روي ليوبيز دي ميندوزا إلى البرتغال خوفاً من الملك ألفونسو العاشر.